# II. Oszmán oszmán szultán
II. Oszmán (Isztambul, 1604. november 3. – Isztambul, 1622. május 20.) az Oszmán Birodalom szultánja és az iszlám kalifája 1618-tól haláláig. Apja I. Ahmed szultán, anyja Mahfiruz Hatidzse Hatun volt.

## Élete

### Ifjúkora
Oszmán 1604. november 3-án született I. Ahmed szultán és Mahfiruz szultána fiaként.

### Trónra lépése
Oszmán 13 éves korában került a trónra, amelyet egy puccsal vettek el I. Musztafától.

### Lengyelországi hadjárat
Kora ellenére Oszmán igazi uralkodónak képzelte magát és személyesen vezette a török hadsereget Lengyelországba. 1621-ben vereséget szenvedett az első hotini csatában, szégyenteljesen kellett Konstantinápolyba hazatérjen. A janicsárok gyávaságát okolta vereségéért.

### Kapcsolata Bethlen Gáborral
Oszmán segítségével indított Bethlen Gábor erdélyi fejedelem először háborút II. Ferdinánd magyar király ellen. Bethlen később terhesnek találta az ezzel járó török barátságot és Ferdinándhoz kezdett közeledni.

### Halála
Talán ő volt az első szultán, aki észrevette, hogy a janicsárok több kárt, mint hasznot hoznak egy korszerű birodalom számára. Bezáratta kávéházaikat (itt gyülekeztek a trón elleni összeesküvők) és elkezdett lojális csapatokat szervezni a palota védelmére. A janicsárok erre – I. Musztafa anyjának, Halime szultánának a vezetésével – fellázadtak. 1620-án Oszmánt elfogták végig fonszolták a janicsár táborig és megfojtották. Az isztambuli kék mecsetben temették el Ahmed szultán türbéjében.

## Megítélése
Oszmán forrófejű ember volt, aki mindig másokat okolt és néha kegyetlenkedő hajlamai is voltak.[forrás?]

## Családja
Feleségei
Haszeki Ayse szultána
Melekşimah szultána
Akile szultána
Gyermekei
Ömer herceg, Meleksimahtól (1621-1622)
Musztafa herceg, Akilétől
Zeynep szultána, Akilétől